# Rödklitten
Rödklitten är en fornborg belägen i Nordingrå socken i Kramfors kommun i Ångermanland. Borgen är 160 x 130 meter stor och belägen vid ett sydväxtberg med branta stup åt öst, väst och syd. I norr finns det en mycket raserad kallmurad stenmur som är 40 meter lång och 2 till 5 meter bred. Den är 0,5 till 1 meter hög. Vid en ravin åt sydöst finns en mindre mur anlagd som är 7 meter lång, 1 meter bred och ca 1 meter hög. Borgen antas vara byggd under tidig järnålder. Den är en av nio fornborgar i Västernorrlands län. Borgen är inte arkeologiskt undersökt.
Tavlan Höstafton i Nordingrå, av konstnären Helmer Osslund, är målad från Rödklitten, och visar utsikten över Mädansviken, Gaviksfjärden och byn Mädan.
Rödklitten ingår i vandringslederna Världsarvsleden, etapp 12, och som en avstickare på 700 meter från Höga kustenledens etapp 4.

## Natur
Rödklitten är ett sydväxtberg, dvs bergets branta delar är mot söder. Berggrunden är uppbyggd av den basiska bergarten gabbro, som gynnar artrikedomen och ger en intressant och i vissa fall sällsynt flora, där bland annat fjällnejlika växer och det finns en åldrande blandskog. Landhöjningens inverkan på landskapet är även tydlig här.